# 文德堡
文德堡是德国下萨克森州的一个市镇。总面积60.02平方公里，总人口10027人，其中男性4932人，女性5095人（2011年12月31日），人口密度167人/平方公里。